# Cerkiew św. Mikołaja w Zasimowiczach
Cerkiew św. Mikołaja – prawosławna cerkiew parafialna w Zasimowiczach (rejon prużański obwodu brzeskiego), w dekanacie prużańskim eparchii brzeskiej i kobryńskiej Egzarchatu Białoruskiego Patriarchatu Moskiewskiego.
Cerkiew znajduje się na południowo-wschodnim skraju wsi.

## Historia
Cerkiew wzniósł w 1811 miejscowy właściciel Jelec, w budowie brali udział miejscowi chłopi. Uposażeniem cerkwi było 50 dziesięcin ziemi. Początkowo była to świątynia unicka, na własność Rosyjskiej Cerkwi Prawosławnej przeszła po synodzie połockim w 1839.
Świątynia została zniszczona przed pożar podczas I wojny światowej, w 1914, i odbudowana dwa lata później. Wtedy też w jej sąsiedztwie wzniesiono drewnianą dzwonnicę, a ten świątyni otoczono ogrodzeniem. Budowę tę sfinansował miejscowy właściciel J. Dziekoński. W 1924 cerkiew była filią cerkwi św. Aleksandra Newskiego w Prużanie. Rok później została gruntownie odremontowana i otoczona nowym ogrodzeniem. W maju 1940 budynek został obrabowany.
W maju 1962 władze radzieckie postanowiły zamknąć cerkiew i zaadaptować ją na kołchozowy magazyn. Funkcję tę budynek pełnił przez trzydzieści lat. Z inicjatywą renowacji świątyni i ponownego oddania jej do użytku liturgicznego wystąpił w 1992 dyrektor rejonowego domu kultury, pochodzący z Zasimowicz. Prace przy odnowieniu obiektu wykonali członkowie dwóch miejscowych kołchozów. Prace przy restauracji cerkwi trwały do 1994. Powtórnej konsekracji budynku dokonał 24 listopada 1994 biskup brzeski i kobryński Konstantyn. W 2002 obiekt był ponownie remontowany, zaś dwa lata później na jego dzwonnicy zawieszono cztery dzwony, zakupione przez parafian.

## Architektura

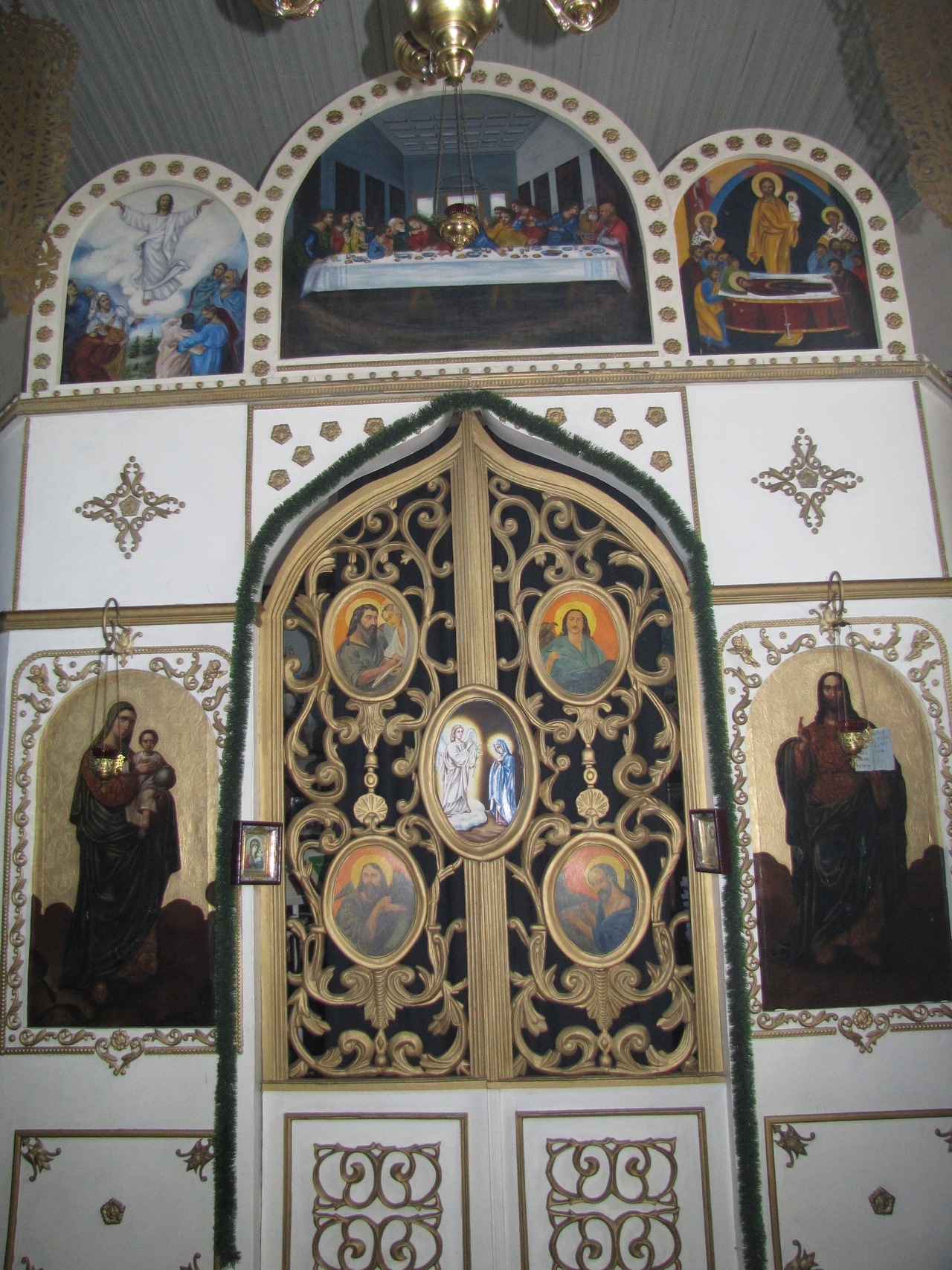
Carskie wrota

Cerkiew została wzniesiona z cegły i kamieni polnych, na planie prostokąta o bokach 17 i 8,4 metrów, z trójbocznie zamkniętym prezbiterium, do którego przylega zakrystia, niższa od prezbiterium, z dachem jednospadowym. Jest to budowla orientowana. Okna świątyni są prostokątne (w nawie) lub półkoliste (w pomieszczeniu ołtarzowym). W jej wnętrzu znajduje się ikonostas o wysokości pięciu metrów. Dach nad nawą jest dwuspadowy. Elewację świątyni zdobi prosty trójkątny fronton, poniżej poziomu dachu znajduje się profilowany gzyms.